# Faruk Hadžibegić
Faruk Hadžibegić (n. 7 de octubre de 1957 en Sarajevo, República Socialista de Bosnia-Herzegovina, Yugoslavia) es un exfutbolista internacional y entrenador bosnio que jugó como defensa. Es uno de los futbolistas con más internacionalidades de la selección de Yugoslavia, con la que disputó la Eurocopa 1984 y la Copa del Mundo de 1990.

## Carrera como jugador
Durante su carrera como futbolista jugó en el FK Sarajevo, el Real Betis Balompié de España, el Sochaux y el Toulouse de Francia.
Hadžibegić también participó en la Copa Mundial de la FIFA 1990 en Italia para el equipo nacional de fútbol de Yugoslavia y jugó los cinco partidos de su equipo. Yugoslavia se enfrentó a Argentina en cuartos de final, donde después de un empate 0-0 en el tiempo reglamentario y la prórroga, el equipo yugoslavo fue eliminado en la tanda de penaltis tras el fallo de Hadžibegić en el lanzamiento final.
Hadžibegić jugó su último partido con Yugoslavia en 1992, y se convirtió en el segundo jugador bosnio con más partidos con la selección yugoslava.

## Carrera como entrenador
Comenzó su carrera como entrenador con su antiguo club, el Sochaux, con el que logró el ascenso a la Ligue 1 en 1997. 
Posteriormente, fue seleccionador de la selección de Bosnia y Herzegovina entre marzo y octubre de 1999; y también entrenó a otro de sus ex equipos, el Betis, con el que descendió a Segunda División, tras una mala temporada del club verdiblanco en la que llegó a contar hasta con tres entrenadores y el bosnio fue el tercero de ellos, dirigiendo al equipo en las tres últimas jornadas.
Regresó a Francia en diciembre de 2002 para hacerse cargo del Troyes, sin poder salvarlo del descenso; antes de vivir varias experiencias en Turquía con el Gaziantepspor, el Diyarbakirspor y el Denizlispor.
En febrero de 2007, se unió al Niort; pero solo permaneció 5 meses en el club, logrando la permanencia en la Ligue 2 antes de abandonar la entidad.
Firmó con el Dijon FCO en diciembre de 2007, logrando la permanencia en la Ligue 2 en la última jornada, pero acabó siendo destituido en junio de 2009.
El 9 de diciembre de 2009, se convirtió en entrenador del SC Bastia, equipo que terminaría descendiendo al Championnat National.
Durante la mayoría de la Ligue 1 2010-11 dirigió al Arles-Avignon, sin poder evitar el descenso. Continuó en el equipo hasta su despido el 23 de noviembre de 2011, como consecuencia de los malos resultados cosechados por el equipo francés en la Ligue 2.
Tras cuatro años y medio alejado de los banquillos, fue contratado por el Valenciennes FC en enero de 2016. Estuvo casi dos años al frente del equipo francés antes de ser suspendido de sus funciones por "hechos graves".
El 29 de octubre de 2018, se incorporó al Red Star FC. Dejó al equipo tras 5 meses en el cargo, siendo colista de la Ligue 2.
El 25 de julio de 2019, accedió al cargo de seleccionador de Montenegro. El 29 de diciembre de 2020, se anunció que no renovaría su contrato, ya que quería volver a dirigir un club.
El 19 de julio de 2022, fue contratado como nuevo entrenador del MC Alger, aunque dejó el club dos meses después.
El 4 de enero de 2023, fue nombrado seleccionador de Bosnia y Herzegovina por segunda vez en su carrera. Sin embargo, el 22 de junio de 2023, llegó a un acuerdo con la Federación de Fútbol de Bosnia y Herzegovina para poner fin a su contrato.

## Clubes y estadísticas

### Como jugador
| Club                | País       | Año       | Partidos | Goles |
| ------------------- | ---------- | --------- | -------- | ----- |
| FK Sarajevo         | Yugoslavia | 1976-1985 | 241      | 25    |
| Real Betis Balompié | España     | 1985-1987 | 75       | 8     |
| FC Sochaux          | Francia    | 1987-1994 | 242      | 16    |
| Toulouse FC         | Francia    | 1994-1995 | 8        | 0     |

### Como entrenador
| Club                              | País                 | Año       | PJ  | PG  | PE  | PP  | Efectividad |
| --------------------------------- | -------------------- | --------- | --- | --- | --- | --- | ----------- |
| FC Sochaux                        | Francia              | 1995-1998 | 87  | 31  | 22  | 34  | 44.06%      |
| Selección de Bosnia y Herzegovina | Bosnia y Herzegovina | 1999      | 7   | 2   | 2   | 3   | 38.09%      |
| Real Betis                        | España               | 2000      | 3   | 2   | 0   | 1   | 66.67%      |
| ES Troyes AC                      | Francia              | 2002-2004 | 61  | 19  | 16  | 26  | 39.89%      |
| Gaziantepspor                     | Turquía              | 2004-2005 | 18  | 7   | 6   | 5   | 50%         |
| Diyarbakirspor                    | Turquía              | 2006      | 9   | 2   | 1   | 6   | 25.92%      |
| Denizlispor                       | Turquía              | 2006-2007 | 16  | 3   | 6   | 7   | 31.25%      |
| Chamois Niortais                  | Francia              | 2007      | 14  | 6   | 5   | 3   | 54.76%      |
| Dijon FCO                         | Francia              | 2007-2009 | 65  | 24  | 17  | 24  | 45.64%      |
| SC Bastia                         | Francia              | 2009-2010 | 21  | 8   | 5   | 8   | 46.04%      |
| Arles-Avignon                     | Francia              | 2010-2011 | 47  | 6   | 15  | 26  | 23.41%      |
| Valenciennes                      | Francia              | 2016-2017 | 68  | 21  | 23  | 24  | 42.15%      |
| Red Star FC                       | Francia              | 2018-2019 | 20  | 5   | 5   | 10  | 33.33%      |
| Selección de Montenegro           | Montenegro           | 2019-2020 | 14  | 6   | 4   | 4   | 52.38%      |
| MC Alger                          | Argelia              | 2022      | 3   | 0   | 2   | 1   | 22.22%      |
| Selección de Bosnia y Herzegovina | Bosnia y Herzegovina | 2023      | 4   | 1   | 0   | 3   | 25%         |
| Total                             | Total                | Total     | 457 | 143 | 129 | 185 | 40.7%       |